# Juízo Final

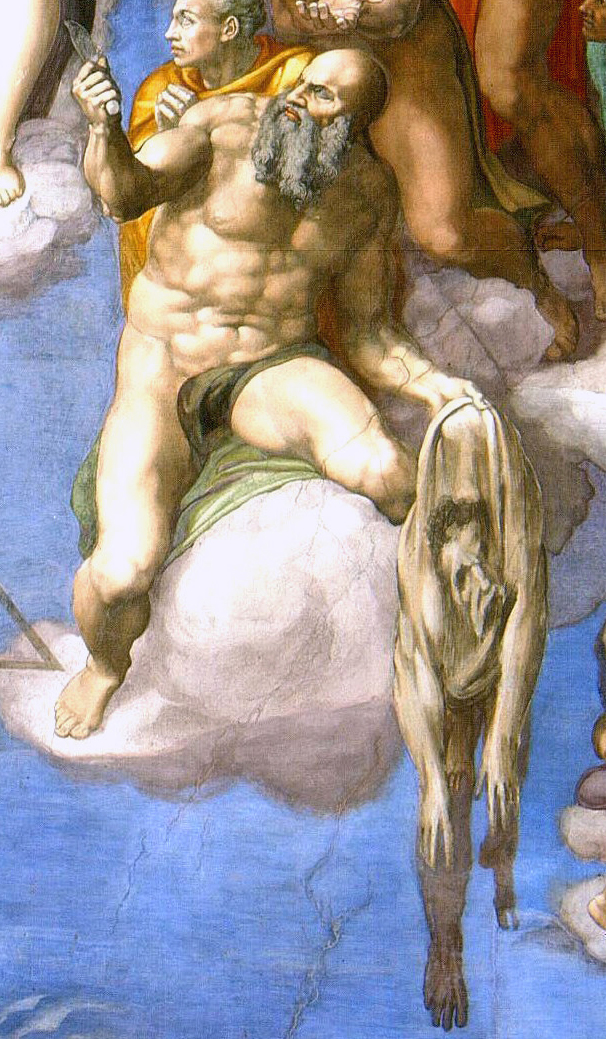
Detalhe d'O Juízo Final, por Michelângelo.

Juízo Final, Julgamento Final, o Dia do Juízo Final, ou Dia do Senhor é um conceito existente no Zoroastrismo e nas religiões abraâmicas. Esta crença inspirou numerosas obras artísticas, como pinturas, esculturas e sermões.
A parte majoritária do cristianismo considera que será o momento na Segunda Vinda de Jesus Cristo, onde Deus julgará todas as pessoas que já viveram, resultando na condenação ou salvação de todas as pessoas da Humanidade, tal conceito é encontrado em todos os evangelhos, mas particularmente no capítulo 24 do Evangelho de Mateus, visão chamada de futurismo. O Islamismo também acredita na Segunda Vinda de Jesus de forma semelhante. Alguns cristãos e a maioria dos eruditos críticos acreditam que essa profecia já se cumpriu com a queda do templo de Jerusalém no ano 70 d.C., essa visão teológica é chamada de preterismo. 
Diferentes eruditos do judaísmo possuem variadas opiniões sobre o tema, mas seus profetas próximos ao Exílio da Babilônia, Isaías e Daniel mencionam tal acontecimento, mas a interpretação destas profecias variam muito dentro do povo judeu. O zoroastrismo, uma das mais antigas religiões, também acredita no salvador, na ressurreição dos mortos e em um juízo final.

## Zoroastrismo
O Zoroastrismo, religião popular persa que influenciou o desenvolvimento do judaísmo e o nascimento do cristianismo, acredita que haverá o Frashokereti, um evento ímpar na história onde todo o universo será renovado após a chegada do salvador, o bem vencerá o mal de forma definitiva e será totalmente destruído, e tudo estará em perfeita unidade com Deus como no tempo da criação.

## Judaísmo
No judaísmo, as crenças variam. O Ano Novo Judaico é chamado de 'Dia do julgamento', pois é quando Deus estabelece seus decretos para o próximo ano, mas não é visto como um dia do julgamento final. Alguns rabinos creem que haverá uma ressurreição dos mortos futura, enquanto outros acreditam que o julgamento final ocorre imediatamente após a morte. Outros creem que apenas os não-judeus serão julgados. O Talmud Babilônico possui longas passagens que descrevem o Juízo Final.

## Interpretações Cristãs
No Cristianismo o Juízo Final será o julgamento por Deus de todos os seres humanos que passaram pela terra e não aceitaram a Jesus Cristo "O Filho de Deus", como o seu Salvador. Esse evento seria precedido pela ressurreição dos mortos e pela segunda vinda de Cristo.

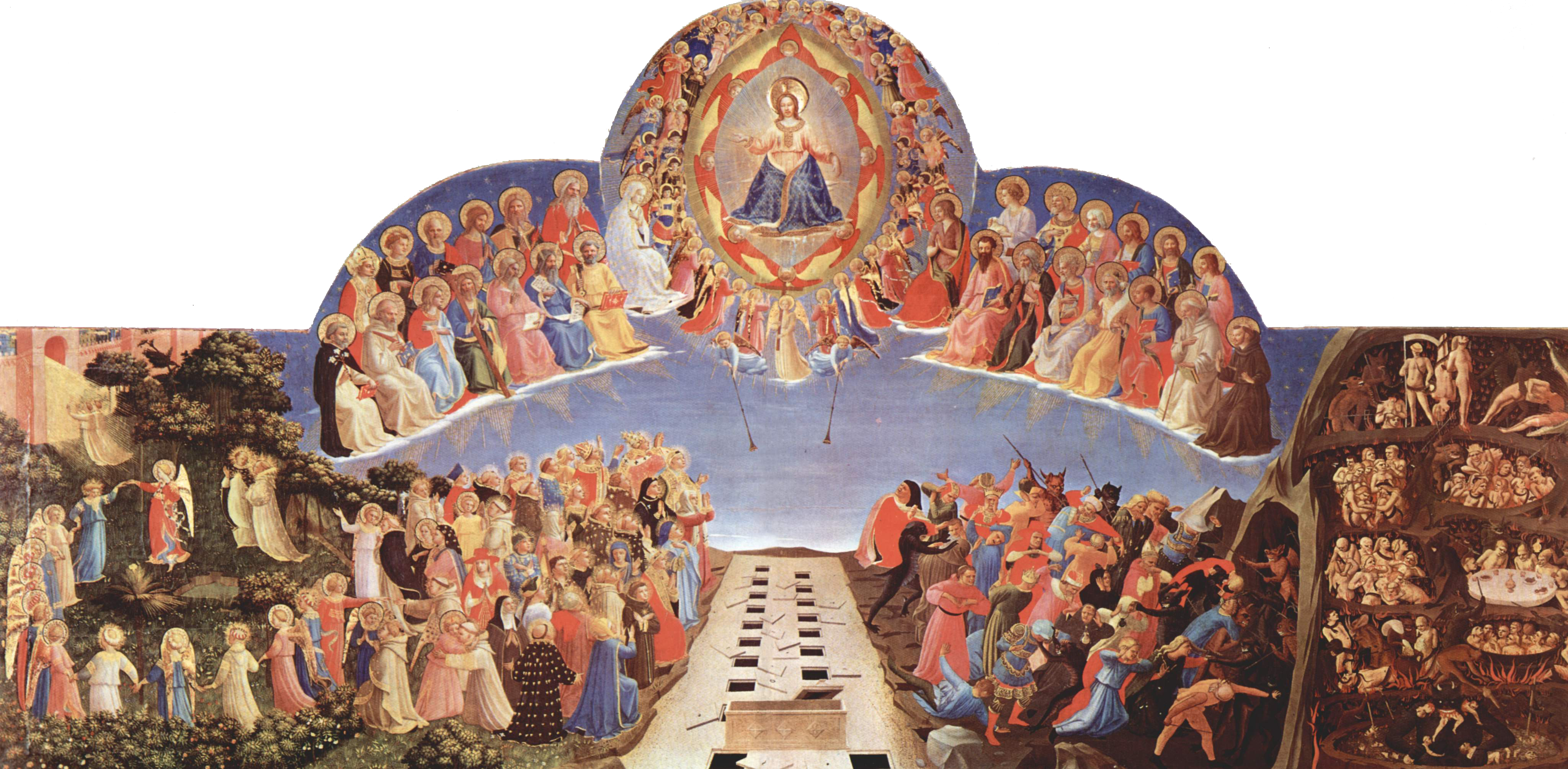
O Juízo Final, D' Beato Fra Angelico (Galeria Nacional, Roma)

### Descrição Bíblica
Segundo a Bíblia, aos homens está ordenado morrerem uma só vez, vindo depois disso o Juízo final, que confirma a sentença recebida por cada pessoa no seu juízo particular.
"E, como aos homens está ordenado morrerem uma vez, vindo depois disso o juízo," (Hebreus 9:27).
Depois que os céus passarem, os elementos se desfizerem, e a Terra e as obras que nela há se queimarem, Deus ressuscitará a humanidade e a reunirá, diante do Seu trono, para julgar os mortos segundo as suas obras no mundo (II Pedro 3:10-13).
"E vi os mortos, grandes e pequenos, que estavam diante do trono, e abriram-se os livros; e abriu-se outro livro, que é o da vida: e os mortos foram julgados pelas coisas que estavam escritas nos livros, segundo as suas obras" (Apocalipse 20:12).
E de acordo com (Mateus 10:26):
"Portanto, não os temais; porque nada há encoberto que não haja de revelar-se, nem oculto que não haja de saber-se." Segundo o evangelista, tudo o que se fizer às escondidas em vida será revelado. Nesta fase, ocorrerá também a segunda vinda de Jesus à Terra já "destruída", para também julgar a humanidade ao lado de Deus Pai.
E aqueles cujos nomes não estiverem no Livro da Vida receberão o castigo eterno, sendo lançados em um "lago de fogo e enxofre":
"E irão estes para o tormento eterno, mas os justos para a vida eterna." (Mateus 25:46)
"E aquele que não foi achado escrito no livro da vida foi lançado no lago de fogo." (Apocalipse 20:15), como se fosse uma espécie de segunda morte:
"Mas, quanto aos tímidos, e aos incrédulos, e aos abomináveis, e aos homicidas, e aos fornicários, e aos feiticeiros, e aos idólatras e a todos os mentirosos, a sua parte será no lago que arde com fogo e enxofre, o que é a segunda morte." (Apocalipse 21:8).
Os justos, porém, depois do Juízo Final, viverão eternamente em uma nova terra, em novos céus:
"Mas nós, segundo a sua promessa, aguardamos novos céus e nova terra, em que habita a justiça." (II Pedro 3:13), que, segundo as escrituras, se constitui no Reino de Deus realizado na sua plenitude e perfeição. Neste reino eterno, Deus será tudo em todos, durante a vida eterna:
"E, quando todas as coisas lhe estiverem sujeitas, então também o mesmo Filho se sujeitará àquele que todas as coisas lhe sujeitou, para que Deus seja tudo em todos." (I Coríntios 15:28).

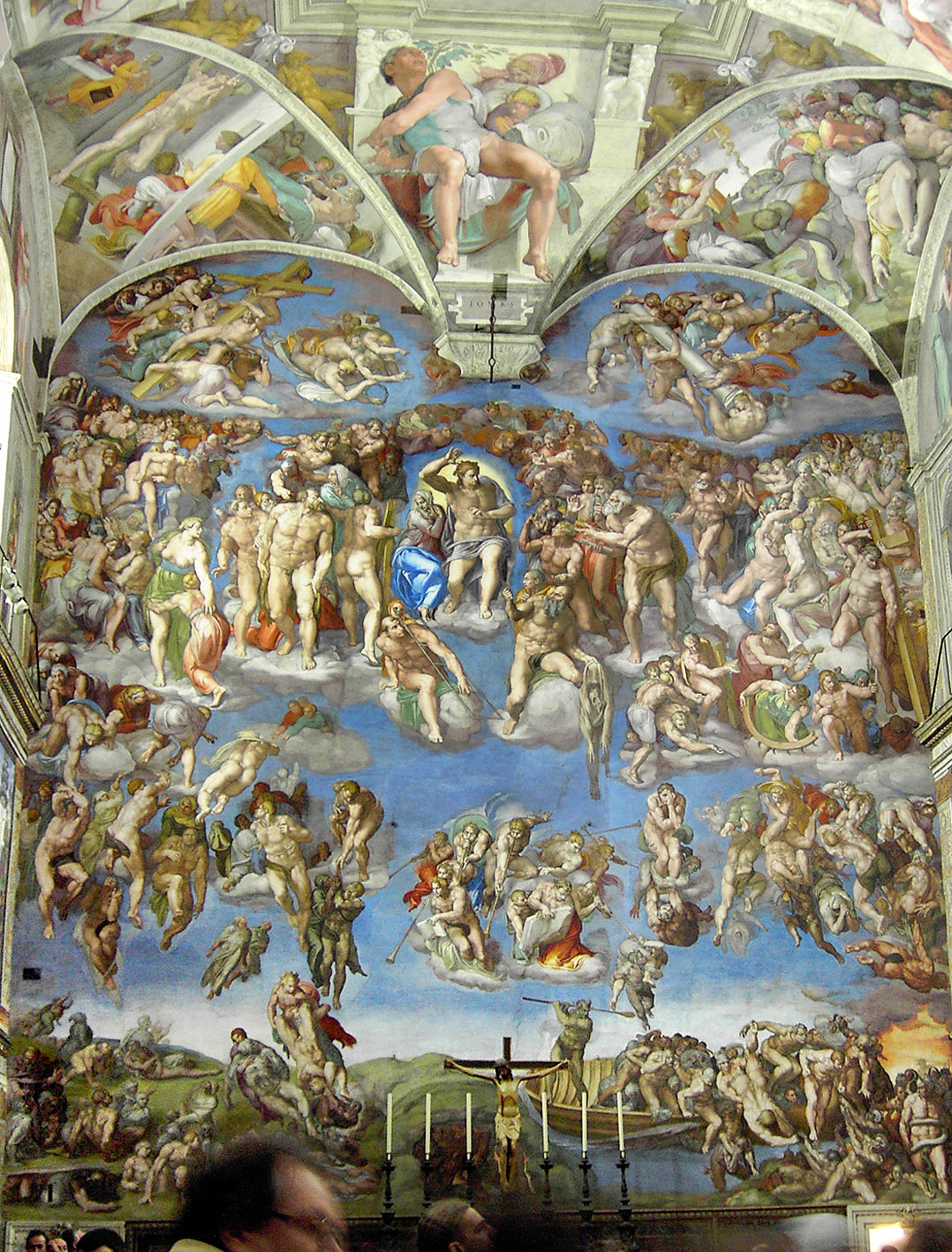
Afresco, O Juízo Final D' Michelangelo Buonarroti (Capela Sistina, Palácio Apostólico, Cidade do Vaticano)

### Interpretação Cristã Ortodoxa
A  Escola Amilenista sugere que a Bíblia não faz distinção cronológica entre a Segunda Vinda de Cristo, o Arrebatamento da Igreja e a participação do crente no Novo Céu e na Nova Terra; que haverá apenas uma ressurreição geral dos crentes e dos incrédulos, a qual ocorrerá durante a Segunda Vinda; que o Juízo Final será para todos os povos; que a Tribulação é algo que experimentamos na presente era; que o milênio referido em Apocalipse 20 não se trata de um milênio literal, pois o Reino de Deus, inaugurado visivelmente com a Primeira Vinda de Cristo à Terra, continua espiritualmente presente, embora invisível, e será consumado com a Segunda Vinda visível de Cristo, o Rei da Glória; que entramos neste Reino pela fé, conforme João 3; e que a Bíblia não faz distinção entre a Igreja no Antigo Testamento (Israel) e a Igreja do Novo Testamento ("o novo Israel", constituída de circuncisos e incircuncisos). Compartilham desta visão as Igrejas Católica Romana, Ortodoxas Orientais e Protestantes históricos.

### Interpretações Cristãs Heterodoxas
A Escola Pós-Milenista ensina que a Segunda Vinda ocorrerá após o Milênio, o qual não será literal, e a era presente se misturará com o Milênio de acordo com o progresso do Evangelho no mundo. Esta escola acompanha a mesma linha de interpretação da amilenista, no que concerne à Ressurreição, ao Juízo Final, à Grande Tribulação e à posição sobre Israel e a Igreja.
A Escola Pré-Milenista divide-se em dois grupos distintos: os pré-milenistas históricos e os pré-milenistas dispensacionalistas. Os históricos creem que a Segunda Vinda de Cristo para reinar nesta Terra e o Arrebatamento da Igreja acontecerão simultaneamente; que haverá a ressurreição dos salvos no início do Milênio, chamada a Primeira Ressurreição, e a ressurreição dos incrédulos ocorrerá no final do Milênio; que o Milênio é tanto presente como futuro - no presente, Cristo reina nos Céus e, no futuro, reinará na Terra, muito embora não considerem o período da Grande Tribulação e façam certa distinção entre Israel e a Igreja, enquanto "Israel espiritual".

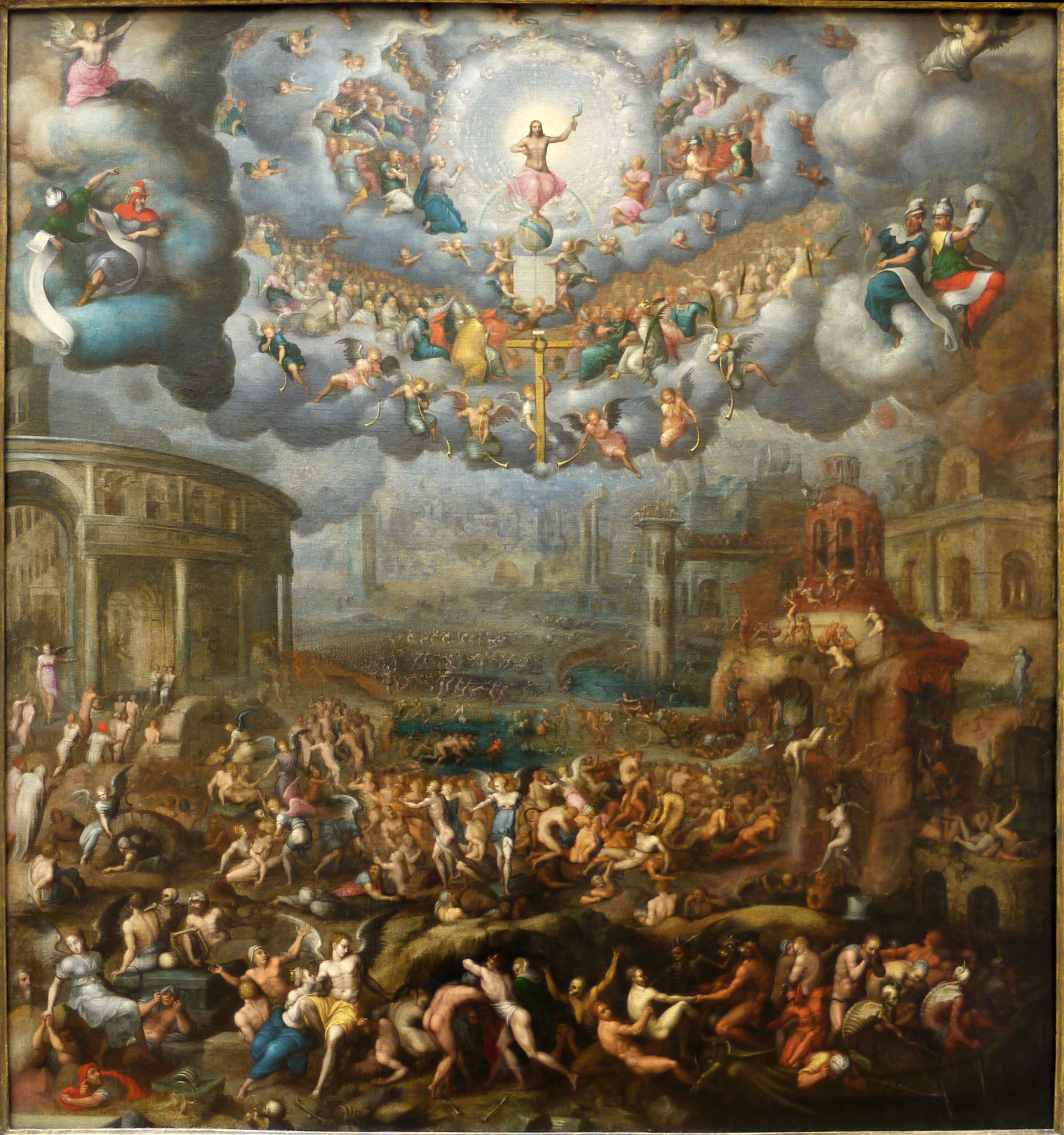
Julgamento final, de Jean Cousin, obra originária do Mosteiro de Vincennes, atualmente no Museu do Louvre

Os pré-milenistas dispensacionalistas ensinam que a Segunda Vinda acontecerá em duas fases distintas: na primeira, Cristo se encontrará com a Igreja nos ares e levará os salvos para participar das Bodas do Cordeiro nas regiões celestiais; na segunda, após sete anos de Tribulação na Terra sem a presença da Igreja, Cristo regressará com ela para reinar neste mundo por mil anos. Eles fazem distinção entre a ressurreição para a Igreja, na ocasião do Arrebatamento; a ressurreição para aqueles que virão a crer durante a Grande Tribulação de sete anos (ressurreição esta que ocorrerá na segunda fase da Segunda Vinda de Jesus, no final da Grande Tribulação); e a ressurreição dos incrédulos no final do Milênio. Distinguem também o julgamento dos crentes após o Arrebatamento (Tribunal de Cristo), o julgamento dos judeus e gentios convertidos no final da Grande Tribulação (Julgamento das Nações) e o julgamento dos incrédulos no final do Milênio (Juízo Final ou Juízo do Grande Trono Branco).
Para os dispensacionalistas, o período de sete anos da Grande Tribulação será literal, mas a Igreja será arrebatada antes dessa tribulação. O Milênio será inaugurado e estabelecido com a Segunda Vinda de Jesus (na segunda fase), após a Grande Tribulação, e durará literalmente mil anos. Para estes, há distinção entre Israel e a Igreja.
Para os preteristas, que defendem visão popular entre os eruditos histórico-críticos da Bíblia, a volta de Jesus e o juízo final são simbólicas, e se referem apenas ao cumprimento de uma profecia de Jesus onde haveria a destruição do Templo de Jerusalém no ano 70 d.C. e o julgamento contra aqueles de seu povo que o rejeitaram (Daniel 12:1), pois Jesus afirmou no Evangelho de Mateus em diversos trechos que aqueles eventos ocorreriam naquela mesma geração de pessoas (Mateus 10:23; 16:57-28; 24:34) que ele se comunicava ainda nos anos 30 d.C., e não em épocas futuras. Esta visão entende que a expressão "voltar sobre as nuvens" não é um evento histórico literal, mas uma expressão idiomática, uma vez que Deus também disse que viria nas nuvens contra os egípcios em Isaías 19:1, mas esta profecia não ocorreu de modo literal.

### Interpretação cristã esotérica
Embora o Juízo Final seja pregado por grande parte das igrejas cristãs, essa ideia do Juízo Final é rejeitada por outras correntes cristãs de pensamento, como o Cristianismo esotérico, que assegura que todos os seres da onda de evolução humana serão "salvos", num futuro distante, até que tenham adquirido um grau superior de consciência e altruísmo por meio dos sucessivos renascimentos.

## Islamismo

A fé no Juízo Final (em árabe: یوم القيامة; romaniz.: Yawm al-qiyāmah) é considerado um dos seis pontos centrais da fé de todos os muçulmanos, podendo ser encontrada no Alcorão, hadith (ditos de Muhammad), comentários (tafsịrs), escrituas teológicas, manuais de escatologia, de autores como al-Ghazali, Ibn Kathir, Ibn Majah, Muhammad al-Bukhari, e Ibn Khuzaymah.
Similaridades cristãs
Assim como os cristãos, os muçulmanos creem que haverá terríveis eventos estranhos da natureza, a Segunda Vinda de Cristo, a batalha contra o anti-cristo (Al-Masīḥ ad-Dajjāl, literalmente "Messias Enganador") e problemas com a batalha de Gogue e Magogue, o desaparecimento de todos os devotos sinceros, ressurreição dos mortos, e por último, o dia do Juízo Final, onde todos os seres humanos serão julgados. Dependendo do veredito deste julgamento, alguns ganharão o paraíso (Jannah) ou a punição do inferno (Jahannam).

Salvação e danação
Neste processo, as almas vão passar pelo fogo do inferno através da ponte de sirat. Para os pecadores, essa ponte será fina e afiada como espada mais afiada até que caiam no lago de fogo, enquanto os justos passarão pela ponte até o paraíso (Jannah). Os muçulmanos que não passaram pelo juízo ficará no inferno até que seus pecados tenham sido expiados e depois irão ao paraíso, já os que rejeitaram a Deus ficarão lá pela eternidade.

## Espiritismo
Para o Espiritismo, o "Juízo Final" é uma alegoria das religiões tradicionais que é equiparado ao que se chama, em Espiritismo, de Processo de Regeneração da Humanidade.
Ou seja, a rigor, não há nenhum juízo final (derradeiro e definitivo). Há, outrossim, períodos de turbações necessárias no mundo que visam o aperfeiçoamento das condições naturais do próprio mundo e, por outro lado, ao aprimoramento intelectual e moral das pessoas que nele habitam.
Todas estas turbações, segundo o Espiritismo, não são acontecimentos que poderiam derrogar, em nenhum momento, as leis naturais que emanam de Deus: pelo contrário, viriam exatamente lhes dar cumprimento. As comoções periódicas, nos dizeres de Allan Kardec, estão presentes em quase todas as épocas da humanidade e podem ser relatadas pela história.
Mas, para o Espiritismo, os últimos séculos trazem consigo mudanças rápidas e de grande dimensão, como podemos facilmente notar no atual mundo à nossa volta, comparado historicamente a outras épocas. Dessa forma, as comoções e acontecimentos que afligem a humanidade nos tempos atuais tendem a ser de grande dimensão e intensidade, especialmente por conta do egoísmo e materialismo que os indivíduos fazem imperar no mundo, e que, estes mesmos egoísmo e materialismo, fazem os próprios meios de autodestruição (que também é constante renovação) da humanidade presente.
Assim, para o Espiritismo, "Juízo Final" pode ser entendido como Renovação, Regeneração e Mudança – nunca como aniquilamento da espécie humana ou condenação eterna – mas, sempre, como grande oportunidade de Deus aos seus seres de reavaliação de valores, condutas e sentimentos, com o intuito de lhes fazer progredir.